# 解氏囊螺
解氏囊螺（学名：Retusa cecillii）为凹塔螺科凹塔螺属的动物。

## 分佈
分布于日本、墨西哥以及中国大陆的浙江、海南、广东等地，属于暖水性种类。其多栖息于潮间带中、低潮线以及红树林区泥质砂底。